# Champignon
O champignon, também chamado champignon de Paris, é um cogumelo comestível da família das agaricáceas, género Agaricus ou, no sentido estrito, pertencente às espécies Agaricus bisporus ou A. bitorquis, A. campestris, entre outras.
Dentre as variantes da mesma espécie mais conhecidas no Brasil existe o cogumelo portobello que é uma versão mais madura e crescida.

## Importância nutricional
Os cogumelos comestíveis, apreciados em muitas dietas europeias e orientais, vêm crescendo de importância nos últimos anos, quanto à possibilidade de reciclar economicamente certos resíduos agrícolas e agroindustriais. Por outro lado, considerando o elevado conteúdo proteico dos cogumelos comestíveis, seu cultivo tem sido apontado como uma alternativa para incrementar a oferta de proteínas. O champignon é rico em proteínas (2.69%), cálcio, ferro, cobre, zinco, vitamina C, folato e dezoito aminoácidos.

## Como se produz
A produção deste tipo de cogumelo é feita em composto orgânico à base de capins, bagaço de cana, palhas de arroz e/ou trigo e/ou soja e/ou milho, onde primeiramente é feita uma hidratação da mistura e a correção do pH por meio de calcário, na sequência é feita uma compostagem para transformação da celulose e lignocelulose em proteínas e outros nutrientes que serão digeridos pelo fungo e posteriormente é feita a pasteurização do composto e a “semeadura” do fungo. Após um período de incubação do composto é colocada uma camada de turfa (terra vegetal) sobre o composto. Após outro período de incubação (da turfa) é iniciado o dito "rebaixamento" para induzir o surgimento dos corpos de frutificação. O produto fica em repouso por um período de tempo em local climatizado até o aparecimento dos corpos de frutificação e sua colheita.
As condições climáticas são de suma importância em cada fase do cultivo, sendo nas fases de incubação do composto e da terra de cobertura em torno de 23 graus celsius e 92% de umidade relativa e no período de crescimento dos cogumelos (corpos de frutificação) de 16 graus celsius e 85% de umidade relativa do ar. É também necessária a circulação de ar para ocorrer a evapotranspiração nos cogumelos o que é fundamental para o crescimento destes.

## Conservação

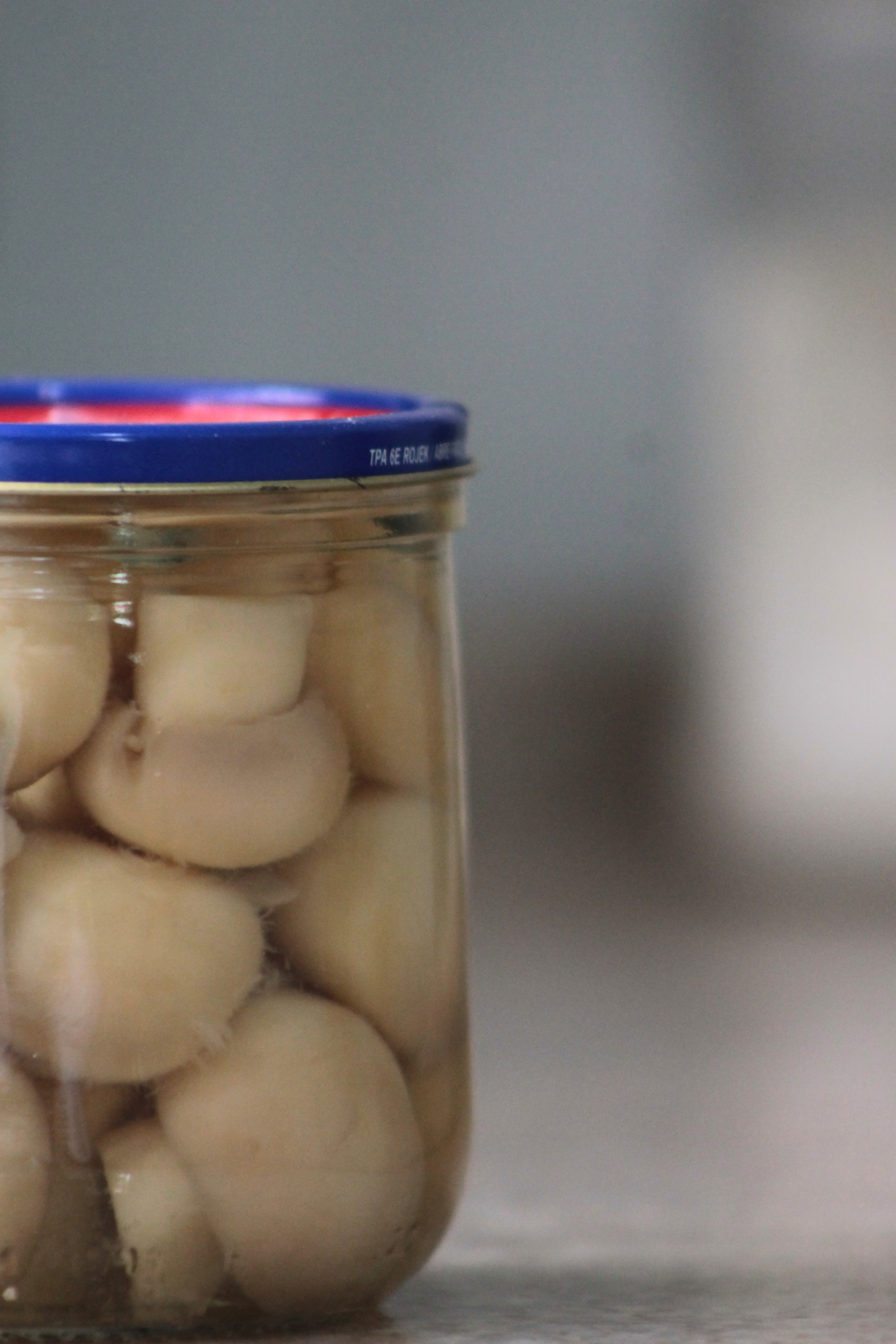
Champignon em conserva

Os cogumelos podem ser conservados por dez dias em refrigerador/frigorífico (4°C), desde que não estejam lavados. Geralmente, são embalados em bandejas de isopor/esferovite, recobertos por filme de PVC.
Este Cogumelo in natura é muito mais sadio, pois não leva nenhum agente de branqueamento (bissulfito de sódio) e conserva muito mais o seu sabor original, pois também dispensa conservante (ácido cítrico).

## Consumo
Contém a micotoxina agaritina, um carcinógeno do Grupo 3 (carcinógeno suspeito) da Agência Internacional de Pesquisa do Câncer. De 25% a 70% da aragina é destruída durante o armazenamento, dependendo da duração e do método, incluindo durante o armazenamento na geladeira, congelamento e secagem. Uma parte é destruída durante o cozimento, dependendo do método e da duração. Assim, o cozimento prolongado por cerca de 2 horas destrói cerca de 90% da agarina e a fritura em óleo – de 35% a 70%.